# La voce nella tempesta
La voce nella tempesta (Wuthering Heights) è un film del 1939 diretto da William Wyler.
Il soggetto è tratto dal romanzo Cime tempestose di Emily Brontë (1847). In Italia venne in seguito ridistribuito col titolo Cime tempestose.
Nel 1998 l'American Film Institute l'ha inserito al settantatreesimo posto della classifica dei migliori cento film statunitensi di tutti i tempi.

## Trama
Un uomo di nome Lockwood, sorpreso da una bufera di neve, trova rifugio nella tenuta denominata "Cime tempestose" malgrado la fredda accoglienza del suo attempato padrone Heathcliff. Lockwood viene condotto in una stanza al piano di sopra che una volta fungeva da camera nuziale ma viene svegliato dal rumore di una imposta che il vento fa sbattere avanti e indietro. Quando fa per chiuderla, sente una mano gelida che gli afferra la sua e vede una donna che da fuori invoca: "Heathcliff, fammi entrare! Sono Cathy. La tua Cathy!". Lockwood, spaventato, chiama Heathcliff e gli racconta quello che ha visto. Nel sentire quelle parole, Heathcliff, furibondo, lo scaraventa fuori dalla stanza e freneticamente chiama Cathy dalla finestra, quindi si precipita giù ed esce dalla casa nella bufera.
Ellen, la domestica, spiega allo sbalordito Lockwood che quello che ha visto è lo spettro di Cathy Earnshaw, il grande amore di Heathcliff, morta anni addietro. Quando Lockwood dice di non credere ai fantasmi, Ellen replica che potrebbe farlo se gli raccontasse la storia di Cathy.
Si torna indietro di quarant'anni quando Heathcliff, ragazzo, viene raccolto dalla strada dal sig. Earnshaw, il quale lo porta a casa sua per farlo vivere con i suoi due figli, Cathy e Hindley. Dapprima riluttante, Cathy finisce con l'accogliere Heathcliff e i due diventano molto amici, al contrario di Hindley che lo tratta da emarginato soprattutto dopo la morte del sig. Earnshaw. Circa dieci anni dopo, Heathcliff e Cathy, diventati grandi, si innamorano e si incontrano segretamente presso una rupe, il Peniston Crag. Hindley, diventato dissoluto e tirannico, odia Heathcliff.
Una notte, mentre sono fuori, Heathcliff e Cathy sentono della musica provenire dalla casa dei loro vicini, i Linton, che tengono una festa. Si intrufolano nel giardino, scavalcando il muro, ma i cani si accorgono della loro presenza e si avventano sui due: Cathy rimane ferita. Heathcliff è costretto a lasciare Cathy alle cure dei Linton e, furibondo per il fatto che Cathy è estasiata dal loro fascino e dal loro sfarzo, li incolpa della ferita di Cathy e li maledice.
Cathy, anche se si è pienamente ristabilita, continua a vivere per mesi con i Linton. Intanto Edgar Linton si è innamorato di Cathy e le chiede di sposarlo. Edgar la riporta a Cime tempestose e lei racconta tutto a Ellen. Quando quest'ultima le chiede cosa ne sarà di Heathcliff, Cathy, sfacciatamente, controbatte che sarebbe degradante per lei se lo sposasse. Heathcliff, che aveva ascoltato quelle parole di nascosto, scappa via. Cathy si rende conto che Heathcliff ha ascoltato tutto e, presa dal rimorso, gli corre appresso nella bufera. Edgar la trova e si prende nuovamente cura di lei: i due ben presto si sposano.
Tutti pensano che Heathcliff sia scomparso per sempre ma, due anni dopo, ritorna ricco e ben vestito. Ha raffinato l'aspetto e i modi sia per impressionare che indispettire Cathy e segretamente compra Cime tempestose da Hindley, divenuto un alcolizzato. Per indispettire ulteriormente Cathy, Heathcliff corteggia e infine sposa Isabella, l'ingenua sorella di Edgar. L'affranta Cathy presto si ammala gravemente. Heathcliff si precipita al suo capezzale contro la volontà di una disillusa e amareggiata Isabella. Cathy muore tra le braccia di Heathcliff.
Si ritorna al presente con il medico di famiglia, il dott. Kenneth, che irrompe all'improvviso all'interno della stanza dicendo che deve essere impazzito, avendo visto Heathcliff che camminava nella neve tenendo un braccio intorno a una donna. Ellen esclama: "Era Cathy!" ma il dott. Kenneth replica: "Io non so chi era". Quest'ultimo continua il suo racconto dicendo che è stato sbalzato da cavallo e che, una volta giunto sul posto, aveva trovato Heathcliff che giaceva sulla neve. La donna era scomparsa senza alcuna traccia: le uniche impronte sulla neve erano quelle di Heathcliff. Quando Lockwood gli chiede "Era morto?", il dottore annuisce ma Ellen controbatte "No, non era morto, dottor Kenneth. E non era solo. È con lei. E hanno appena cominciato a vivere". I due fantasmi di Heathcliff e Cathy si allontanano camminando sulla neve, sovrapposti a un'inquadratura di Peniston Crag.

## Produzione
Nel film si parla solo di Cathy e di Heathcliff, tralasciando la parte che nel romanzo descrive i loro discendenti. Anche l'azione è stata spostata di qualche decina di anni.
Il produttore Samuel Goldwin scelse di adattare il romanzo appositamente per Merle Oberon, sotto contratto con lui, ma una volta scelto il protagonista maschile, Laurence Olivier, la sua compagna Vivien Leigh si dimostrò molto interessata a partecipare al progetto. Dato che non era conosciuta negli USA, le venne proposto il ruolo di Isabella che lei rifiutò e poco dopo venne ingaggiata come protagonista di Via col vento. La lavorazione non fu semplice dato che tra i due protagonisti i rapporti non erano molto buoni e nemmeno con il regista, il cui metodo di lavoro non si adattava con quello di Olivier. 
La scena finale vede i fantasmi degli amanti allontanarsi nella brughiera. Secondo molti questa scelta, sia pure molto romantica, non corrisponde alle intenzioni della scrittrice.

## Riconoscimenti
- 1940 - Premio Oscar
  - Migliore fotografia a Gregg Toland
  - Candidatura Miglior film alla Samuel Goldwyn Production
  - Candidatura Migliore regia a William Wyler
  - Candidatura Miglior attore protagonista a Laurence Olivier
  - Candidatura Miglior attrice non protagonista a Geraldine Fitzgerald
  - Candidatura Migliore sceneggiatura non originale a Ben Hecht e Charles MacArthur
  - Candidatura Migliore scenografia a James Basevi
  - Candidatura Miglior colonna sonora a Alfred Newman
- 1939 - National Board of Review Award
  - Migliori dieci film
- 1939 - New York Film Critics Circle Award
  - Miglior film

Nel 2007 è stato scelto per la conservazione nel National Film Registry della Biblioteca del Congresso degli Stati Uniti.

## Doppiaggi italiani
Per la prima messa in onda TV, avvenuta nel 1974 all'interno di un ciclo dedicato a William Wyler, tutti i primi film di questo regista, da Ambizione a I migliori anni della nostra vita, furono ridoppiati (a eccezione di Ombre malesi e La signora Miniver), compreso La voce nella tempesta il cui doppiaggio d'epoca fu dichiarato disperso a causa di un incendio. Al pari però del film Figlia del vento, altri canali tv successivamente hanno riportato alla luce i relativi doppiaggi d'epoca. Nel caso di La voce nella tempesta le due versioni italiane continuano ad essere usate l'una accanto all'altra (il DVD Sinister li riporta entrambi, il DVD Ermitage ha solo quello d'epoca, il DVD MGM inglese ha solo la riedizione TV).